# Battle of Heroes
Battle of Heroes est un jeu vidéo pour mobile développé par Ubisoft Barcelona et édité par Ubisoft, sorti en 2014 sur Android et IOS.